# پلیگالا سنگا
پلیگالا سنگا (نام علمی: Polygala senega) نام یک گونه از تیره شیرآوریان است.